# Christianssandsvisen
Christianssandsvisen is een compositie van Eyvind Alnæs. Het is een toonzetting van het gelijknamige gedicht van Vilhelm Krag. Hij schreef een ode aan zijn geboorteplaats Kristiansand voor een feestje voor een middelbare school. Wanneer Alnæs er muziek onder zette is onbekend; hij wordt in het drukwerk alleen aangeduid met E.A. Het werd uitgegeven door een pianohandelaar in Kristiansand, datum onbekend.